# (7742) Altamira
(7742) Altamira es un asteroide perteneciente al cinturón de asteroides descubierto el 20 de octubre de 1985 por Antonín Mrkos desde el Observatorio Kleť, cerca de České Budějovice, República Checa.

## Designación y nombre
Altamira se designó inicialmente como 1985 US.
Posteriormente, en 2002, recibió su nombre de la cueva española de Altamira.

## Características orbitales
Altamira está situado a una distancia media de 2,719 ua del Sol, pudiendo acercarse hasta 2,497 ua y alejarse hasta 2,942 ua. Su inclinación orbital es 4,146 grados y la excentricidad 0,08194. Emplea en completar una órbita alrededor del Sol 1638 días. El movimiento de Altamira sobre el fondo estelar es de 0,2198 grados por día.

## Características físicas
La magnitud absoluta de Altamira es 13,6.